# Acta del Comercio de Esclavos (1807)

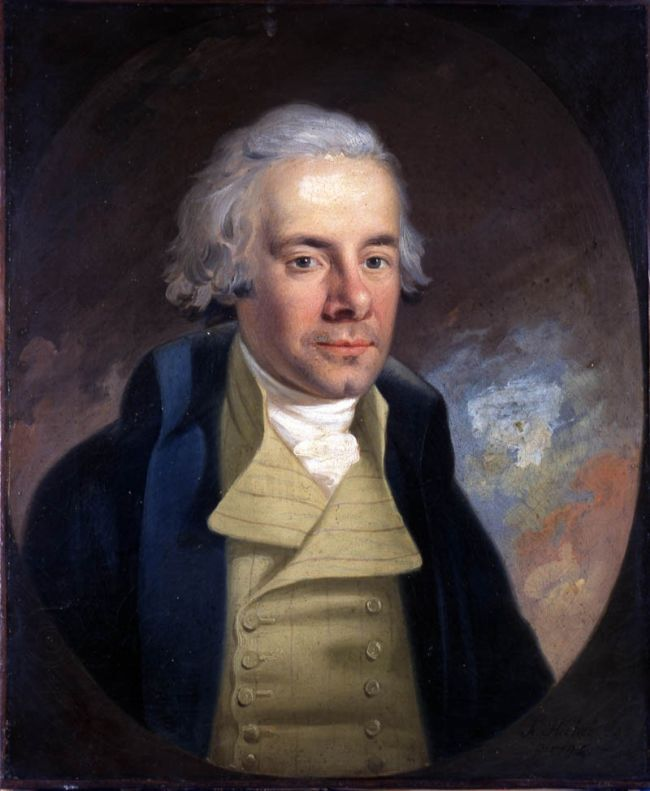
William Wilberforce, el líder de la campaña británica para la abolición del comercio de esclavos.

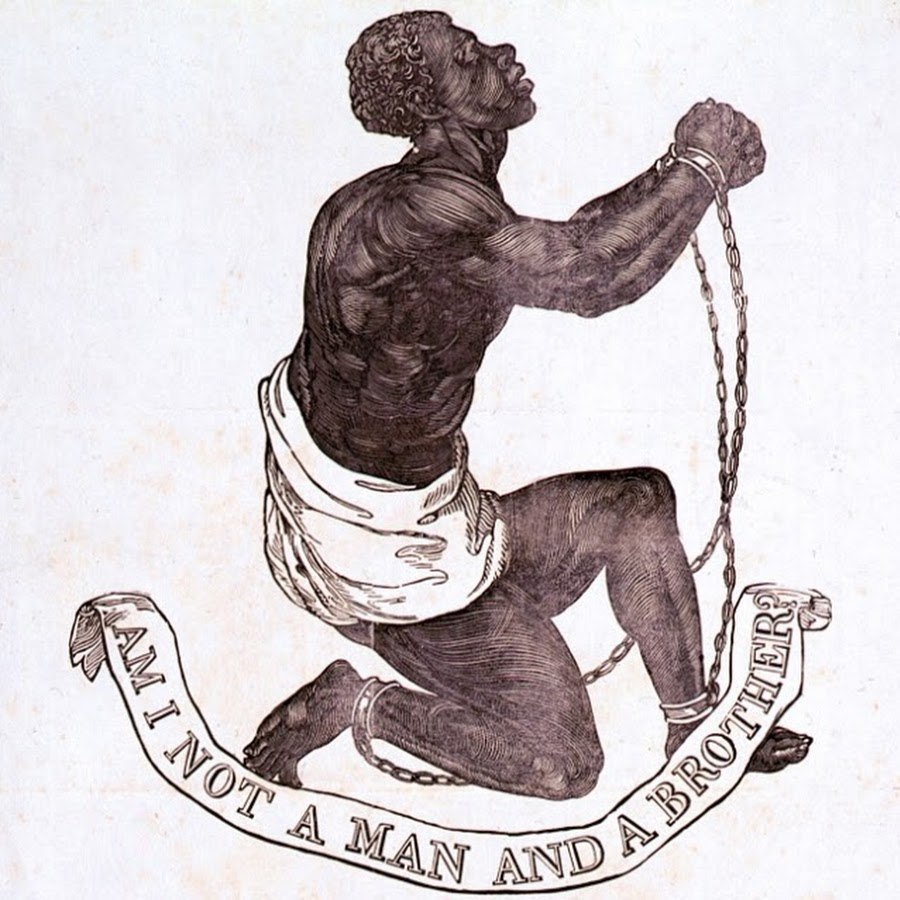
Medallón con la inscripción "Am I Not A Man And A Brother?" (en español, "¿Acaso No Soy Un Hombre Y Un Hermano?") creado como parte de la campaña antiesclavitud de Josiah Wedgwood, 1787.

El Acta del Comercio de Esclavos (citación 47 Geo. III Ses. 1 c. 36) fue un Acta del Parlamento del Reino Unido promulgada el 25 de marzo de 1807 con el título completo de "Un Acta para la Abolición del Comercio de Esclavos". El acta original se encuentra guardada en el Archivo Parlamentario británico. La ley ponía fin al comercio de esclavos en el Reino Unido, pero no a la esclavitud en sí. Muchos de los promotores del acta pensaron que esta llevarían a la muerte de la esclavitud, pero no fue sino hasta mucho más adelante que la esclavitud y el comercio de esclavos desde el Imperio británico desapareciera por completo. La esclavitud en territorio inglés no era compatible con la ley inglesa, posición que fue confirmada en el Caso Somerset en 1772, pero se mantuvo legal en el Imperio británico hasta el Acta de abolición de la esclavitud (Slavery Abolition Act 1833) de 1833.

## Antecedentes
El Comité para Abolición del Comercio de Esclavos fue formado en 1787 por un grupo de protestantes evangélicos ingleses (denominado por sus enemigos la "Secta de Clapham" o "los Santos") aliados con los cuáqueros para unir su oposición compartida a la esclavitud y el comercio de esclavos. Los cuáqueros habían considerado a la esclavitud desde hace muchos años como algo inmoral, una peste sobre la humanidad. Para 1807 los grupos abolicionistas tenían una numerosa facción de miembros de ideas afines en el Parlamento británico. En su punto máximo controlaron entre 35 y 40 curules. Conocidos como los "Santos", la alianza fue liderada por uno de los activistas en contra del comercio de esclavos mejor conocidos, William Wilberforce, quién había tomado como suya la causa del abolicionismo en 1787 luego de leer la evidencia que Thomas Clarkson había recopilado en contra de este comercio. Estos dedicados parlamentarios tenían acceso a la destreza legal de James Stephen, el cuñado de Wilberforce. Muchas veces vieron a su batalla personal contra la esclavitud como una cruzada divina. el 28 de octubre de 1787, Wilberforce escribió en su diario: "Dios Todopoderoso me ha encomendado dos grandes objetivos, la supresión del comercio de esclavos y la reforma de nuestros estilos de vida".
Sus números fueron magnificados por la precaria posición del gobierno bajo Lord Grenville, cuyo corto ejercicio como primer ministro fue conocido como el Ministerio de Todos los Talentos. El mismo Grenville lideró la lucha para la aprobación de la ley en la Cámara de los Lores, mientras que en la Cámara de los Comunes la ley fue impulsada por el secretario del Exterior, Charles James Fox, quién murió antes de que finalmente fuera aprobada. Otros eventos también influyeron en los acontecimientos. El Acta de la Unión permitió que 100 representantes irlandeses se integren al Parlamento, la mayoría de los cuales apoyaban la abolición de la esclavitud. La ley fue puesta en consideración del Parlamento por primera vez en enero de 1807. Pasó por la Cámara de los Comunes el 10 de febrero de 1807. El 23 de febrero de 1807, veinte años después de que comenzaro su cruzada, Wilberforce y su equipo fueron recompensados. Luego de un debate de diez horas y con una abrumadora mayoría de 283 votos a favor y 16 en contra, la Cámara de los Comunes aprobó la moción para abolir el comercio atlántico de esclavos. La ley recibió el consentimiento real el 25 de marzo de 1807.

## Otras naciones
El Reino Unido utilizó su poder internacional para presionar a otras naciones para que pongan fin a su propio comercio de esclavos. Estados Unidos abolió su comercio Atlántico de esclavos el 2 de marzo del mismo año (aunque no abolió el comercio interno de esclavos). En 1805 un decreto británico había prohibido la importación de esclavos a colonias que habían sido capturadas de Francia y los Países Bajos. Los británicos continuaron presionando a otras naciones para que pongan fin a su comercio con una serie de tratados: el tratado anglo-portugués de 1810 a través del cual Portugal acordó restringir su comercio en sus colonias; el tratado anglo-sueco de 1813 a través del cual Suecia hizo ilegal el comercio de esclavos; el Tratado de París de 1814 a través del cual Francia concluyó junto al Reino Unido que el comercio de esclavos era "repugnante para los principios de la ley natural" y acordó abolir el comercio de esclavos en cinco años; el tratado anglo-neerlandés de 1814 a través del cual los Países Bajos ilegalizaron su comercio de esclavos; y el tratado anglo-español de 1817 en el que España acordó suprimir su comercio para 1820.

## Ejecución
Las leyes crearon multas para los capitanes que continuaron con el comercio. Estas multas podían ser desde £100 por esclavo que se encontrase en el navío. Los capitanes algunas veces arrojaban a los esclavos de la borda cuando veían venir a los buques de la Royal Navy para evitar estas multas.
La Royal Navy, que en ese entonces controlaba los mares del mundo, estableció el West Africa Squadron (lit, el Escuadrón de África Occidental) en 1808 para patrullar la costa oeste de África, y entre 1808 y 1860 confiscó aproximadamente 1.600 navíos y liberó a 150.000 africanos que estaban siendo transportados a bordo de ellos. La Royal Navy declaró que los barcos que transportaban esclavos serían tratados de igual manera que los piratas. También se tomaron acciones en contra de los líderes africanos que se rehusaron a aceptar los tratados británicos que hacían ilegal esta actividad, por ejemplo en contra del "Rey usurpador de Lagos", depuesto en 1851. Se firmaron tratados antiesclavitud con más de 50 líderes africanos.
En los años 1860, los reportes de David Livingstone de las atrocidades del comercio de esclavos árabe en África despertaron el interés del público británico, reviviendo al movimiento abolicionista. La Royal Navy trató de suprimir "este abominable comercio oriental" a lo largo de los años 1870, en particular en Zanzíbar. En 1890 el Reino Unido intercambió el control de la estratégica isla de Heligoland en el Mar del Norte con Alemania a cambio del control de Zanzíbar, en parte para poder controlar la prohibición del comercio de esclavos.